# Chalcogène
Le 16e groupe du tableau périodique, dit des chalcogènes (du grec ancien chalcos « minerais » et gena « naissance » et prononcé /kalkɔʒɛn/), autrefois appelé groupe VIB dans l'ancien système IUPAC utilisé en Europe et groupe VIA dans le système CAS nord-américain, contient les éléments chimiques de la 16e colonne de ce tableau :
| Période | Élément chimique | Élément chimique | Z   | Famille d'éléments | Configuration électronique[2] |
| ------- | ---------------- | ---------------- | --- | ------------------ | ----------------------------- |
| 2       | O                | Oxygène          | 8   | Non-métal          | [He] 2s2 2p4                  |
| 3       | S                | Soufre           | 16  | Non-métal          | [Ne] 3s2 3p4                  |
| 4       | Se               | Sélénium         | 34  | Non-métal          | [Ar] 4s2 3d10 4p4             |
| 5       | Te               | Tellure          | 52  | Métalloïde         | [Kr] 5s2 4d10 5p4             |
| 6       | Po               | Polonium         | 84  | Métal pauvre       | [Xe] 6s2 4f14 5d10 6p4        |
| 7       | Lv               | Livermorium      | 116 | Indéterminée       | [Rn] 7s2 5f14 6d10 7p4        |

## Dénomination
Le terme chalcogène est assez désuet, les ouvrages modernes préfèrent parler de colonne de l'oxygène ou d'éléments du groupe 16. Davantage employé en anglais qu'en français, on le retrouve ainsi dans certaines expressions employées par l'Union internationale de chimie pure et appliquée (UICPA), telles que analogues chalcogénés. Bien que le terme ne soit pas encore dans l'entrée des définitions du Gold Book of IUPAC en 2023, l'IUPAC reconnait de façon sous-entendue depuis 2019 le terme chalcogène pour les éléments du groupe 16 jusqu'à l'élément tellure au minimum. Avant 2019, une grande prudence s'impose, suivant les sources, en utilisant le terme chalcogène qui était souvent limité à l'oxygène et au soufre uniquement.

## Propriétés
Comme dans les colonnes 13, 14, 15 et 17, le caractère métallique des éléments de la colonne 16 augmente et leur électronégativité diminue lorsque le numéro atomique croît, c'est-à-dire lorsqu'on descend le long de la colonne. Les éléments S et O sont des isolants, Se et Te des semiconducteurs et Po un métal. Les corps simples du bas de la colonne sont attaqués par l'acide chlorhydrique, ce qui n'est pas le cas de leurs homologues.
Les chalcogènes ont une structure électronique de valence de type ns2 np4 ou  ns2 (n–1)d10 np4, c'est pour cela qu'ils ont une forte tendance à capter deux électrons ou à former deux liaisons covalentes pour acquérir une couche saturée et respecter la règle de l'octet. Exemples : les ions O2− (oxyde) et S2− (sulfure), ainsi que les molécules H2O (eau) et H2S (sulfure d'hydrogène). À partir du soufre, et en descendant, il est fréquent d'observer les états d'oxydation +4 et +6, homologues des ions sulfite et sulfate respectivement.
Comme dans d'autres groupes de la classification périodique, la double liaison entre un élément du groupe de l'oxygène et les éléments C ou N est de moins en moins stable au fur et à mesure qu'on descend le long de la colonne. Ainsi :
- O=C=O est très stable ;
- S=C=S l'est moins ;
- Se=C=Se polymérise facilement ;
- Te=C=Te est inconnu[3].

Éléments du groupe 16
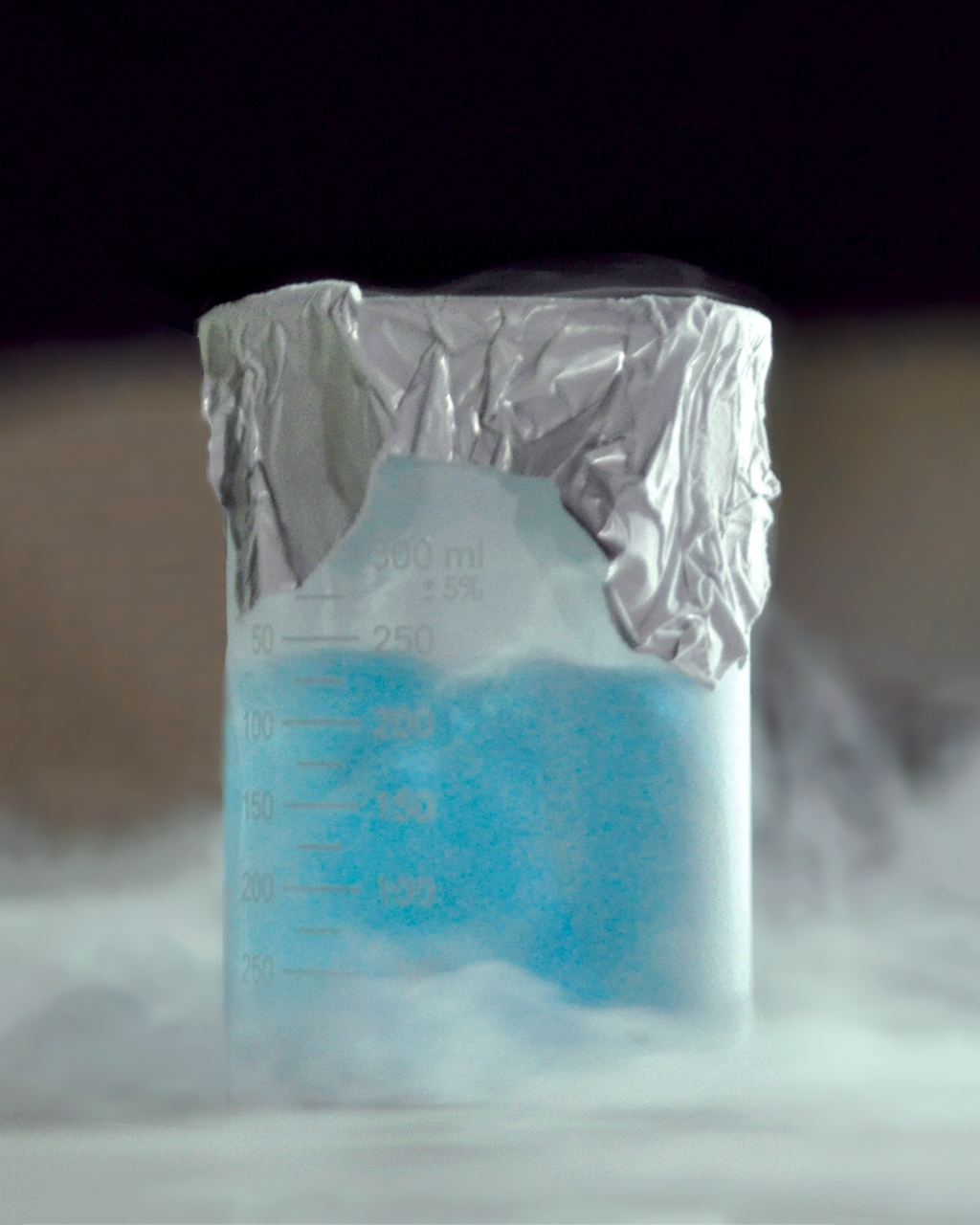
Oxygène liquide.
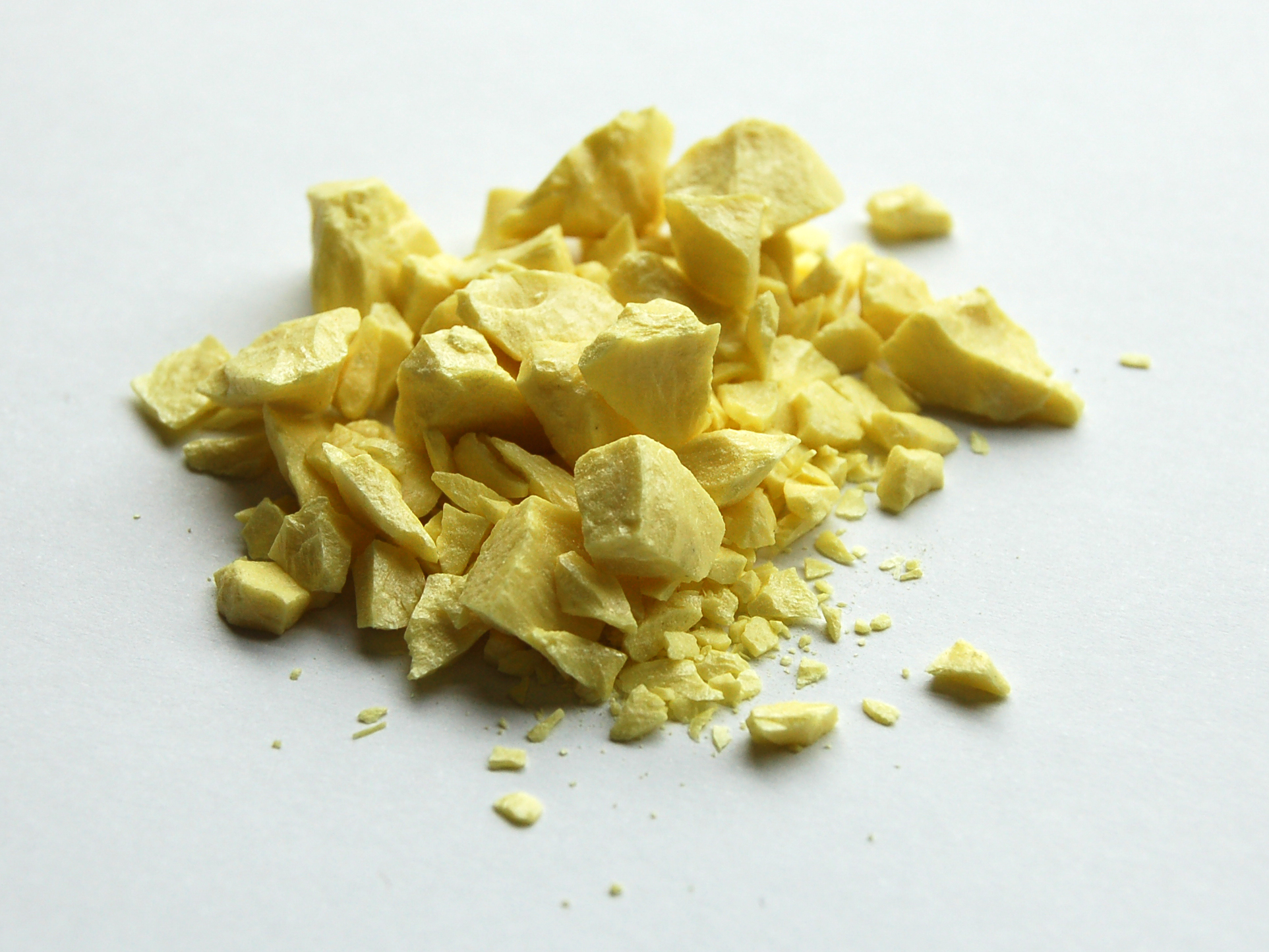
Soufre.
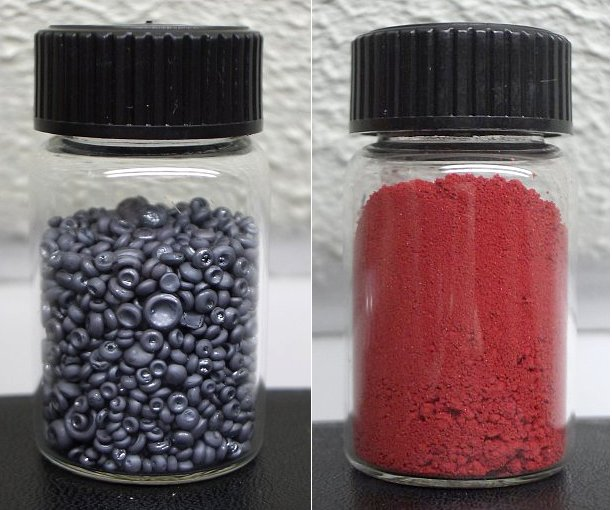
Sélénium gris et rouge.
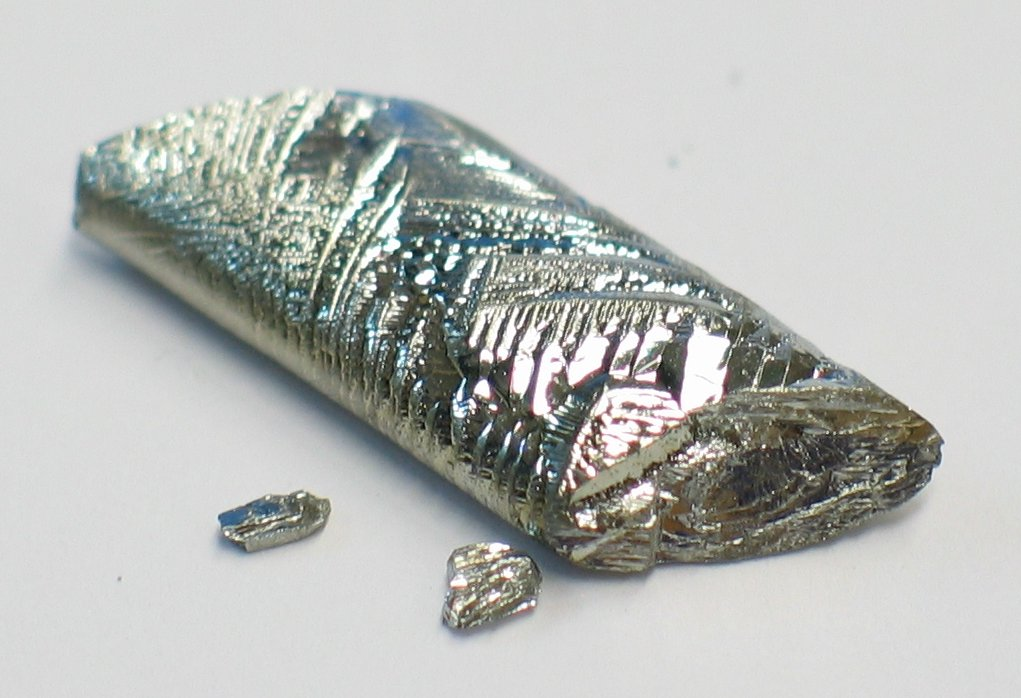
Tellure.